# Vårat gäng (sång)
"Vårat gäng" är en sång skriven av Nils "Jokern" Perne och Sven Paddock, vilken var signaturmelodi till radioserien Vårat gäng 1939. och spelades in med Lisbeth Bodin & Skånska Lasses orkester 1940. 1942 var sången med i filmen med samma namn. 1979 spelades den in av Arne Domnérus på albumet Vårat gäng.
Sången har senare blivit vanlig som allsång i Sverige.

### Fotnoter
1. ↑  ”Vårat gäng - Stockholmslåtar”. Stockholmskällan. 25 februari 1940. http://www.stockholmskallan.se/Soksida/Post/?nid=27702. Läst 25 juni 2013.
2. ↑  ”Vårat gäng”. Svensk mediedatabas. 25 februari 1940. http://smdb.kb.se/catalog/id/000087981. Läst 25 juni 2013.
3. ↑  ”Vårat gäng”. Svensk filmdatabas. 25 februari 1942. http://www.sfi.se/sv/svensk-filmdatabas/Item/?itemid=3974&type=MOVIE&iv=Music. Läst 25 juni 2013.
4. ↑  ”Vårat gäng”. Svensk mediedatabas. 25 februari 1979. http://smdb.kb.se/catalog/id/001886871. Läst 12 augusti 2014.
5. ↑  ”Krönika program 6”. Allsång på Skansen. 25 februari 2006. http://www.allsangpaskansen.com/kronika/prog6/index.htm. Läst 25 juni 2013.